# Бабагулова, Хайитноз
Хайитноз Бабагулова (1921 — не ранее 1980) — советский хозяйственный, государственный и политический деятель, Герой Социалистического Труда.

## Биография
Родилась в 1921 году в кишлаке Бештемир Кабадианского тюменя Курган-Тюбинского вилайета Бухарской народной советской республики. Член КПСС с 1945 года.
С 1936 года — на хозяйственной, общественной и политической работе. В 1936—1959 гг. — колхозница, а затем звеньевая хлопководческого колхоза имени Молотова Микоянабадского района Сталинабадской/Курган-Тюбинской области Таджикской ССР, бригадир хлопководческой бригады колхоза имени Молотова Шаартузского района Таджикской ССР.
Указом Президиума Верховного Совета СССР от 1 марта 1948 года присвоено звание Героя Социалистического Труда с вручением ордена Ленина и золотой медали «Серп и Молот».
Мастер хлопка Таджикской ССР.
Умерла после 1980 года.